# Ralph Hutton
Ralph Hutton (ur. 6 marca 1948 w Ocean Falls) – kanadyjski pływak. Srebrny medalista olimpijski z Meksyku.
Najlepsze wyniki osiągał w stylu dowolnym, jednak startował również w innych stylach pływackich. Brał udział w trzech igrzyskach (IO 64, IO 68, IO 72). W 1968 zajął drugie miejsce na dystansie 400 metrów kraulem. Był wielokrotnym medalistą igrzysk panamerykańskich  i Commonwealth Games w różnych konkurencjach.
W 1984 został przyjęty do International Swimming Hall of Fame.